# 桂龙路站
桂龙路站位于中华人民共和国四川省成都市成华区龙潭街道桂林社区龙青路地下，沿规划道路跨桂龙路东西向设置，是成都地铁8号线的地铁车站，是东端终点站，于2024年12月19日启用。
本站因位于桂龙路口而得名，规划阶段曾用名“龙潭寺东”。

## 车站结构
8号线桂龙路站为地下二层单柱双跨及地下二（三）层双柱三跨框架结构12米宽140米长岛式站台车站，长度约530.1米，是全线最长的车站，采用明挖顺做法施工。站后接入8号线龙潭寺停车场。8号线桂龙路站预留与成都市域铁路S12线换乘条件。车站西北角靠近B出口设有卫生间和母婴室。

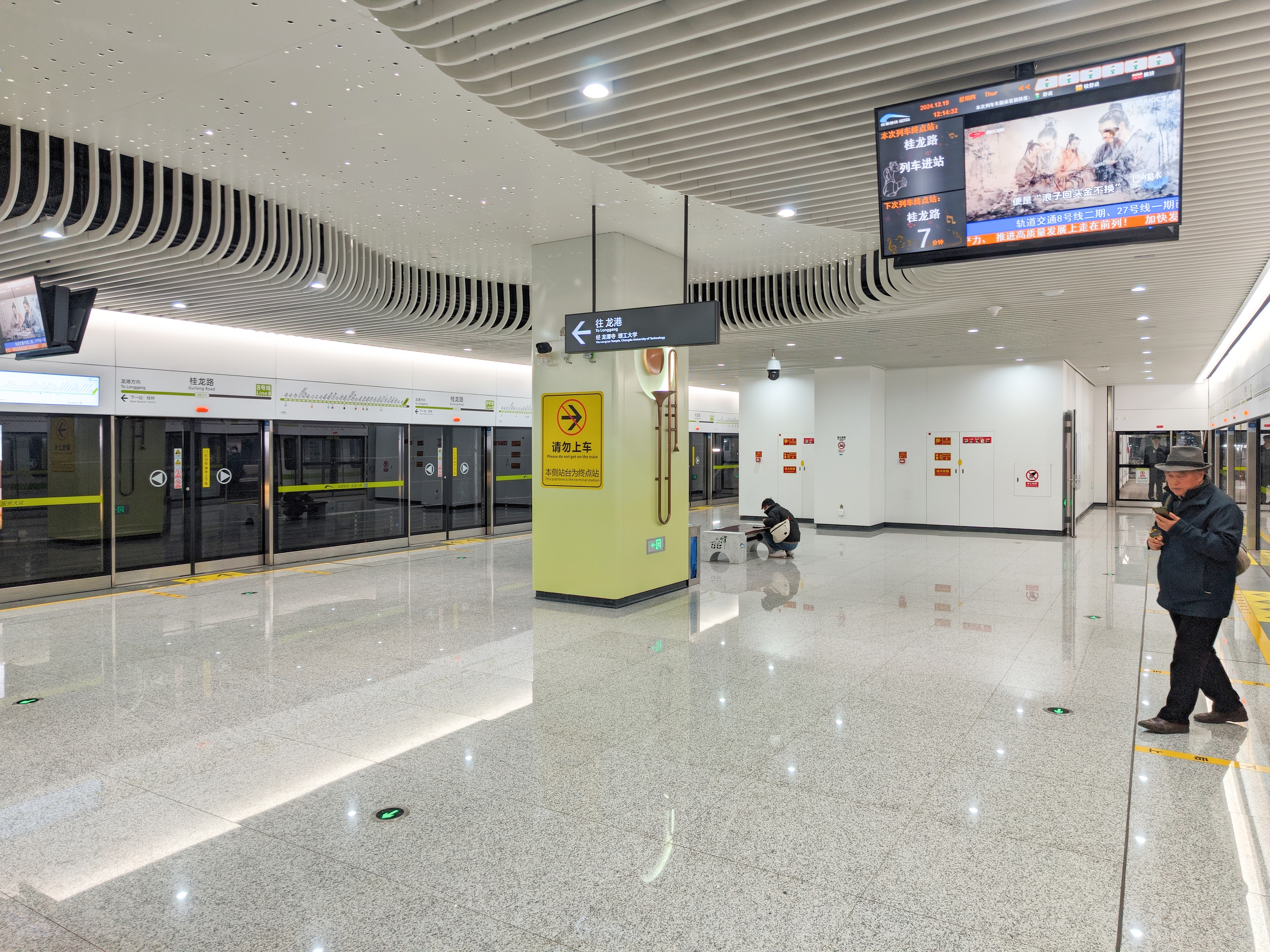
站台
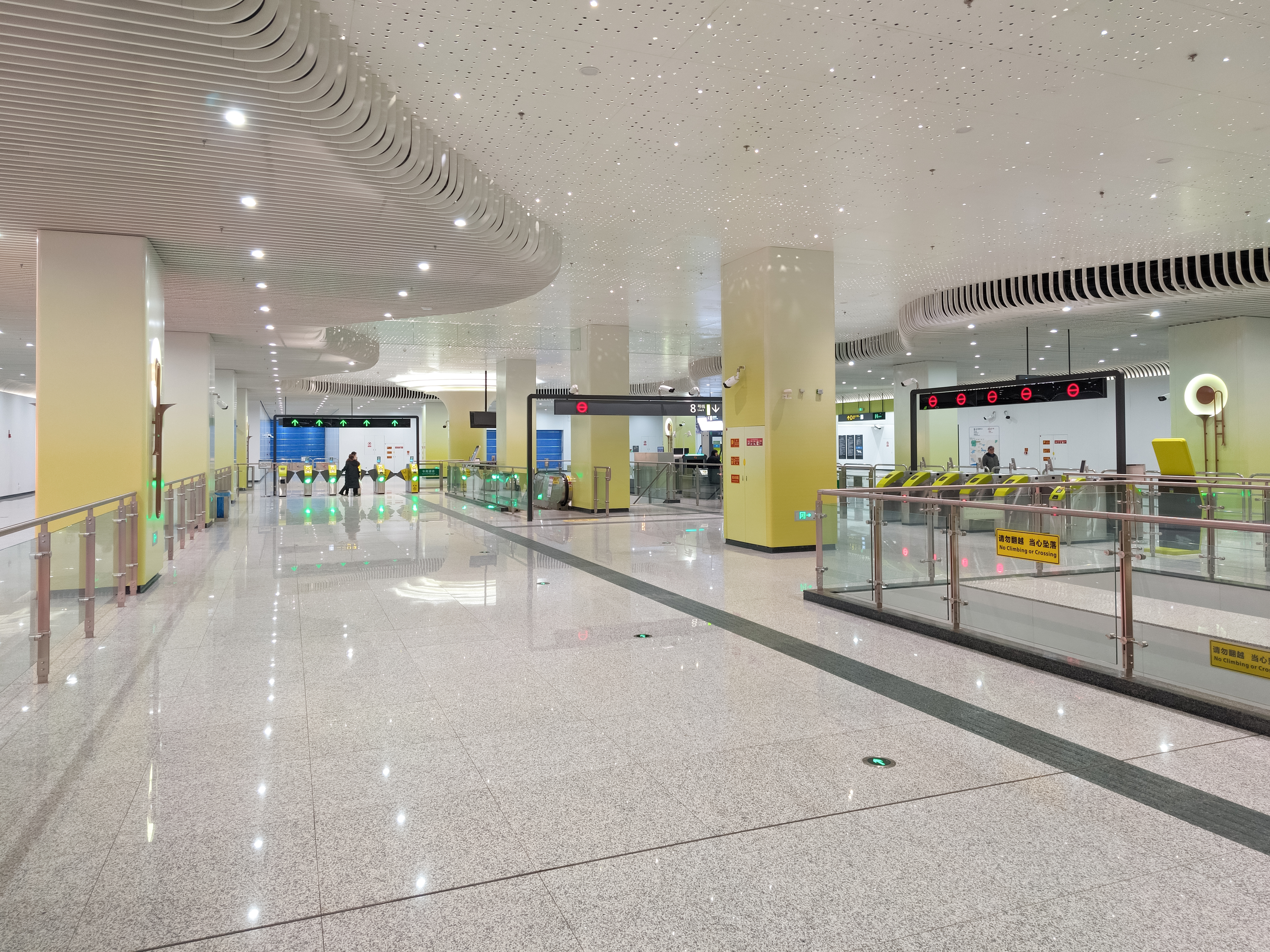
站厅

| 地面                             | ·    | 出口B/D                                                                                                |
| 地下一层                         | 站厅 | 自助购票 客服中心 无障碍卫生间 哺乳室                                                                  |
| 地下二层                         | ·    | \| \| \| 8号线下客站台 \| \| 島式 · 開左邊车门 · 无障碍卫生间 \| \| \| \| \| \| 8号线往龙港（桂林） \| |
|                                  |      | 8号线下客站台                                                                                          |
| 島式 · 開左邊车门 · 无障碍卫生间 |      | |
|                                  |      | 8号线往龙港（桂林）                                                                                    |

- 站台
- 站厅

## 出入口
本站目前开放2个出入口。
|          |            |                      |      |
| 编号     | 设施       | 指示                 | 照片 |
|          | 无障碍电梯 | 桂林北路、桂龙西二路 |      |
| 出口 · D | 无障碍电梯 | 龙赵路               |      |

## 历史
- 2022年11月25日，桂龙路站主体结构封顶。[3]
- 2024年12月19日，车站启用。[1]

## 未来发展
根据线网规划，成都市域铁路S12线在桂龙路站设有一站。该线路目前处于远期规划阶段。